# Józef Mukasa
Józef Mukasa (ur. jako: Balikudembe Mukasa) (ur. 1860, zm. 15 listopada 1885 w Nakivubo) – męczennik chrześcijański, święty Kościoła katolickiego, jeden z grupy Męczenników z Ugandy, zamordowanych przez króla Mwangę II.
Był pierwszym ministrem króla Mwangii II. Pod wpływem nauk misjonarzy przyjął chrzest. Skrytykował króla za jego hulaszczy tryb życia, że nadużywał alkoholu, za jego skłonności homoseksualne oraz za zabicie anglikańskiego misjonarza Jamesa Hanningtona. 15 listopada 1885 został zabity przez spalenie na stosie. Nie był pierwszym ugandyjskim chrześcijaninem zamordowanym za wiarę, ale jego śmierć była chronologicznie pierwszą uznaną za męczeństwo przez Kościół katolicki. 6 czerwca 1920 papież Benedykt XV beatyfikował go. 18 października 1964 roku Paweł VI dokonał kanonizacji jego oraz innych Męczenników z Ugandy, m.in. Karola Lwangę. Jest wspominany w grupie Męczenników z Ugandy dnia 3 czerwca.